# Collegio elettorale di Piacenza (Regno di Sardegna)
Il collegio elettorale di Piacenza è stato un collegio elettorale uninominale del Regno di Sardegna, uno dei sette collegi della provincia di Piacenza. È stato istituito, assieme agli altri collegi elettorali dell'Emilia, con decreto del Governatore per le provincie dell'Emilia, Luigi Carlo Farini, il 20 gennaio 1860.
Comprendeva il mandamento di Piacenza, meno il comune di Sant'Antonio, più i comuni di Mortizza e San Lazzaro appartenenti al mandamento di Pontenure.

## Dati elettorali
Nel collegio si svolsero votazioni solo per la settima legislatura. In seguito il territorio divenne parte dell'omonimo collegio elettorale del Regno d'Italia.

### VII legislatura
Le votazioni si svolsero in 387 collegi uninominali a doppio turno. Come previsto dalla legge elettorale del 20 novembre 1859, era eletto al primo turno il candidato che «riunisce in suo favore più del terzo dei voti del total numero dei membri componenti il collegio e più della metà dei suffragi dati dai votanti presenti all'adunanza» (art. 91). Se nessun candidato era eletto, al ballottaggio tra i due candidati con più voti era eletto chi otteneva il maggior numero di voti (art. 92) o, in caso di ugual numero di voti, il maggiore d'età (art. 93).
| Partito                            | Partito                            | Candidato                          | Primo turno 25 marzo 1860 | Primo turno 25 marzo 1860 | Ballottaggio 29 marzo 1860 | Ballottaggio 29 marzo 1860 |
| Partito                            | Partito                            | Candidato                          | Voti                      | %                         | Voti                       | %                          |
| ---------------------------------- | ---------------------------------- | ---------------------------------- | ------------------------- | ------------------------- | -------------------------- | -------------------------- |
|                                    | —                                  | Giuseppe Mischi                    | 386                       | 73,66                     | 531                        | 85,23                      |
|                                    | —                                  | Giuseppe La Farina                 | 138                       | 26,34                     | 92                         | 14,77                      |
|                                    |                                    |                                    |                           |                           |                            |                            |
| Iscritti                           | Iscritti                           | Iscritti                           | 1 212                     | 100,00                    | 1 212                      | 100,00                     |
| ↳ Votanti (% su iscritti)          | ↳ Votanti (% su iscritti)          | ↳ Votanti (% su iscritti)          | 589                       | 48,60                     | 632                        | 52,15                      |
| ↳ Voti validi (% su votanti)       | ↳ Voti validi (% su votanti)       | ↳ Voti validi (% su votanti)       | 524                       | 88,96                     | 623                        | 98,58                      |
| ↳ Schede non valide (% su votanti) | ↳ Schede non valide (% su votanti) | ↳ Schede non valide (% su votanti) | 65                        | 11,04                     | 9                          | 1,42                       |
| ↳ Astenuti (% su iscritti)         | ↳ Astenuti (% su iscritti)         | ↳ Astenuti (% su iscritti)         | 623                       | 51,40                     | 580                        | 47,85                      |

L'onorevole Mischi il 12 aprile 1860 optò per il collegio di Fiorenzuola. Il collegio fu riconvocato.
| Partito                            | Partito                            | Candidato                          | Primo turno 6 maggio 1860 | Primo turno 6 maggio 1860 | Ballottaggio 10 maggio 1860 | Ballottaggio 10 maggio 1860 |
| Partito                            | Partito                            | Candidato                          | Voti                      | %                         | Voti                        | %                           |
| ---------------------------------- | ---------------------------------- | ---------------------------------- | ------------------------- | ------------------------- | --------------------------- | --------------------------- |
|                                    | —                                  | Pietro Boschi                      | 252                       | 85,42                     | 250                         | 58,82                       |
|                                    | —                                  | Filippo Grandi                     | 43                        | 14,58                     | 175                         | 41,18                       |
|                                    |                                    |                                    |                           |                           |                             |                             |
| Iscritti                           | Iscritti                           | Iscritti                           | 1 212                     | 100,00                    | 1 212                       | 100,00                      |
| ↳ Votanti (% su iscritti)          | ↳ Votanti (% su iscritti)          | ↳ Votanti (% su iscritti)          | 327                       | 26,98                     | 427                         | 35,23                       |
| ↳ Voti validi (% su votanti)       | ↳ Voti validi (% su votanti)       | ↳ Voti validi (% su votanti)       | 295                       | 90,21                     | 425                         | 99,53                       |
| ↳ Schede non valide (% su votanti) | ↳ Schede non valide (% su votanti) | ↳ Schede non valide (% su votanti) | 32                        | 9,79                      | 2                           | 0,47                        |
| ↳ Astenuti (% su iscritti)         | ↳ Astenuti (% su iscritti)         | ↳ Astenuti (% su iscritti)         | 885                       | 73,02                     | 785                         | 64,77                       |

Nella 1ª votazione la terza sezione del collegio non si costitui: prese parte però alla 2ª votazione (ballottaggio) dopo essersi costituita. — L'onorevole Boschi optò per il collegio di Chiavenna il 21 maggio 1869. Il collegio fu riconvocato.
| Partito                            | Partito                            | Candidato                          | Primo turno 1º luglio | Primo turno 1º luglio | Ballottaggio 5 luglio 1860 | Ballottaggio 5 luglio 1860 |
| Partito                            | Partito                            | Candidato                          | Voti                  | %                     | Voti                       | %                          |
| ---------------------------------- | ---------------------------------- | ---------------------------------- | --------------------- | --------------------- | -------------------------- | -------------------------- |
|                                    | —                                  | Raffaele Garilli                   | 77                    | 30,20                 | 38                         | 40,86                      |
|                                    | —                                  | Camillo Piatti                     | 125                   | 49,02                 | 55                         | 59,14                      |
|                                    | —                                  | Emilio Broglio                     | 53                    | 20,78                 |                            |                            |
|                                    |                                    |                                    |                       |                       |                            |                            |
| Iscritti                           | Iscritti                           | Iscritti                           | 1 212                 | 100,00                | 1 212                      | 100,00                     |
| ↳ Votanti (% su iscritti)          | ↳ Votanti (% su iscritti)          | ↳ Votanti (% su iscritti)          | 317                   | 26,16                 | 127                        | 10,48                      |
| ↳ Voti validi (% su votanti)       | ↳ Voti validi (% su votanti)       | ↳ Voti validi (% su votanti)       | 255                   | 80,44                 | 93                         | 73,23                      |
| ↳ Schede non valide (% su votanti) | ↳ Schede non valide (% su votanti) | ↳ Schede non valide (% su votanti) | 62                    | 19,56                 | 34                         | 26,77                      |
| ↳ Astenuti (% su iscritti)         | ↳ Astenuti (% su iscritti)         | ↳ Astenuti (% su iscritti)         | 895                   | 73,84                 | 1 085                      | 89,52                      |

L'elezione fu annullata il 4 ottobre 1806 perché l'eletto non aveva compiuti i 30 anni d'età prescritti dallo Statuto. — Il collegio non fu riconvocato.